# Manfred (Lord Byron)
Pour les articles homonymes, voir Manfred.
Manfred est un drame en vers de George Gordon Byron, dit Lord Byron, publié en 1817.
Cette pièce s'inspire, pense-t-on[Qui ?], dans son plan, du Faust de Goethe et selon certains[Qui ?], contiendrait une allusion du poète à sa demi-sœur Augusta Leigh.

## Résumé
Manfred vit seul comme un maudit au cœur des Alpes. Il invoque les esprits de l'univers, et ceux-ci lui offrent tout, excepté la seule chose qu'il désire, l'oubli. Il essaie alors, mais en vain, de se jeter du haut d'un pic élevé. Il visite ensuite la demeure d'Ahriam, mais refuse de se soumettre aux esprits du mal, leur enjoignant d'évoquer les morts. Enfin lui apparaît Astarté, la femme qu'il a aimée puis tuée par son étreinte (« My embrace was fatal... I loved her and destroy'd her »), ce qui est la cause de son sentiment de culpabilité, de son tourment. Répondant à son invocation, Astarté lui annonce sa mort pour le lendemain. Au moment prédit apparaissent des démons pour s'emparer de lui, mais Manfred leur dénie tout pouvoir sur sa personne. Pourtant, à peine sont-ils apparus qu'il meurt.
La situation de Manfred deviendra l'un des poncifs favoris composant le portrait de l'homme fatal du romantisme[réf. nécessaire].

## Personnages

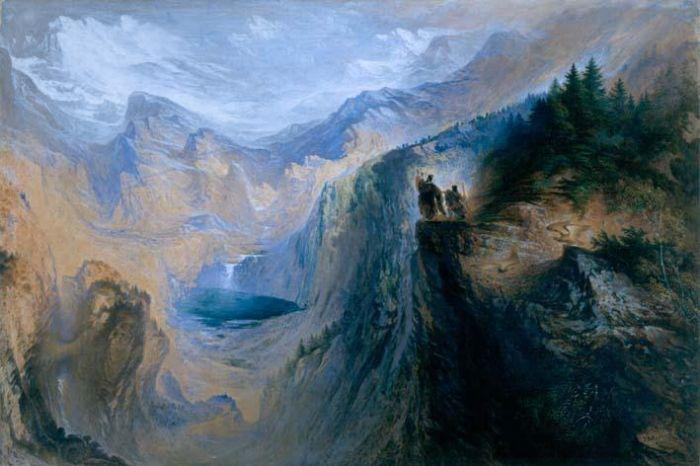
Manfred on the Jungfrau par John Martin (1837)

- Manfred, personnage principal, archétype du héros romantique tourmenté
- Un chasseur de chamois, qui sauve Manfred du suicide
- L'abbé de Saint-Maurice, brave homme cherchant dans l'acte III à sauver l'âme de Manfred
- Manuel, serviteur de Manfred
- Herman, serviteur de Manfred
- La nymphe des Alpes
- Arimane, seigneur des esprits
- Némésis
- Les destinées
- Esprits
- Astarté

## Inspirations
Ce drame inspira notamment un poème dramatique en trois parties pour récitant, soli, chœur et orchestre, opus 115, de Robert Schumann, composé de 1848 à 1851, et un poème symphonique, la Manfred-Symphonie, opus 58, de Piotr Ilitch Tchaïkovski[réf. nécessaire].
Il inspira également le peintre Charles Durupt (1804-1833) pour sa peinture Manfred et l'esprit, 1831, musée de la vie romantique, hôtel Scheffer-Renan, Paris[réf. nécessaire].

## Manfred et le ballet
Rudolf Noureev remonte Manfred le 3 mars 1986 pour le palais Garnier, dans des décors de Radu Boruzescu et des costumes de Miruna Boruzescu sur la partition de Piotr Ilitch Tchaïkovski[réf. nécessaire].
« Dans le poème de Byron, le héros, figure surhumaine, est voué par le destin à détruire ceux qu'il aime. En vain entreprend-il de rechercher Astarté, esprit idéal qui détient seul le pouvoir d'apaiser le sentiment de culpabilité dont il est obsédé. »[réf. nécessaire]

## Traduction
- Manfred, Paris, Allia, 2013, trad. Gaëlle Merle, 160 p.  (ISBN 978-2-84485-604-3).